# Ryōko Nagata
Ryōko Nagata (永田 亮子 Nagata Ryōko?,  nacida el 23 de febrero de 1975 en la prefectura de Gifu) es una seiyū japonesa que trabaja para Vi-Vo.

## Roles interpretados

### Anime
- Madre de Kaorin, Enfermera del Hospital de Animales de Ishihara, otros en Azumanga Daioh.
- Mimiko Katsuragi en Black Blood Brothers.
- Ling y Emma en Geneshaft.
- Cynthia en Heat Guy J.
- Éclair en Kiddy Grade.
- Gina Lightning en Last Exile.
- Ketchup en Magical Play.
- Noel en Mermaid Melody: Pichi Pichi Pitch.
- Takako Nakanishi en Suzumiya Haruhi no Yūutsu.
- Rouge en Power Stone.
- Jeremy Kolbel en SoltyRei.
- Hinata-sensei en Uta-Kata.
- Fūka Esumi en Yoiko.

### Videojuegos
- Remus en Growlanser IV: Wayfarer of the Time
- Kaname Kururugi en Inuyasha: The Secret of the Cursed Mask
- Shania en Shadow Hearts: From The New World
- Laria en Super Robot Wars Original Generations

### Doblajes
- Smallville (Chloe Sullivan)
- X-Men (Rogue)
- High School Musical (Sharpay Evans)
- Phineas y Ferb (Candace)
- The Loud House (Lincoln Loud)